# Teoría oxfordiana de la autoría de Shakespeare

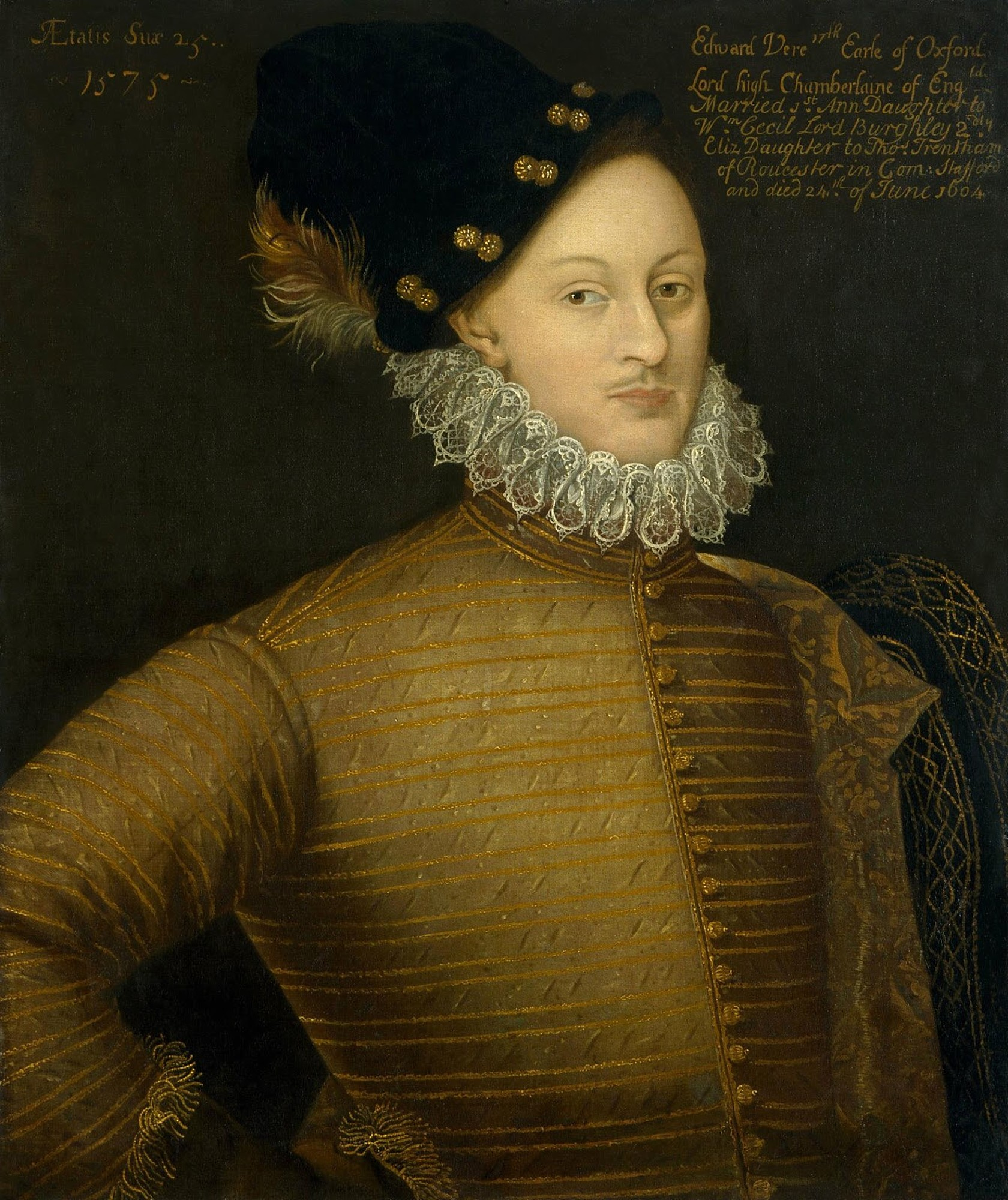
Edward de Vere, XVII conde de Oxford, es el candidato más popular para ser el autor bajo el supuesto seudónimo, Shakespeare. Autor desconocido después de que el original fuese extraviado, 1575; National Portrait Gallery, London.

La Teoría oxfordiana de la autoría de Shakespeare sostiene que Edward de Vere, XVII conde de Oxford, escribió las obras y poemas tradicionalmente atribuidas a William Shakespeare. Aunque la gran mayoría de los eruditos literarios rechazan a todos los candidatos alternativos de autoría, incluido a Oxford, el interés popular en la teoría oxfordiana continúa. Desde la década de 1920, la teoría oxfordiana ha sido la teoría más popular de las alternativas de autoría de las obras de Shakespeare.
La convergencia de evidencia documental del tipo usado por los académicos para la atribución autoral -títulos de páginas, testimonios de otros poetas contemporáneos e historiadores, y registros oficiales- satisfactoriamente establece la autoría de Shakespeare por una abrumadora mayoría de eruditos shakespearianos e historiadores literarios, además de que no se encuentra evidencia que relacione a Oxford con los trabajos de Shakespeare. Los oxfordianos, no obstante, rechazan los registros oficiales y proponen la teoría de conspiración de que los registros han sido falsificados para proteger la identidad del verdadero autor, recurriendo a la escasez de evidencia como prueba de su éxito. Expertos señalan también que interpretar las obras y poemas como autobiográficos, para después usarlos para construir un autor hipotético es un método que la mayoría de los especialistas literarios consideran no confiable como para ser considerado como un valor de atribución.
Los argumentos oxfordianos se basan fuertemente en alusiones biográficas; sus partidarios encuentran correspondencias entre incidentes y circunstancias en la vida de Oxford y eventos en las obras de Shakespeare, sonetos y poemas largos. El caso se basa también en supuestos paralelismos del lenguaje, expresiones y pensamientos entre los trabajos de Shakespeare y la propia poesía de Oxford y cartas. Pasajes resaltados en la biblia de Oxford han sido relacionadas con alusiones bíblicas en las obras de Shakespeare. El hecho de que ninguna obra haya sobrevivido bajo el nombre de Oxford es también importante para la teoría oxfordiana. Los oxfordianos interpretan algunas alusiones literarias del siglo XVI y XVII como si indicaran que Oxford era uno de los más prominentes escritores suprimidos o un seudónimo. Bajo esta suposición, Shakespeare sería un “hombre de paja” que publicaba las obras bajo su propio nombre o era tan solo un actor con un nombre similar, identificado incorrectamente como el dramaturgo desde las primeras biografías de Shakespeare de inicios del siglo XVIII.
La más convincente evidencia en contra de la teoría oxfordiana es la muerte de Vere en 1604, ya que la cronología generalmente aceptada de las obras de Shakespeare ubica la composición de aproximadamente doce obras después de esta fecha. Los investigadores oxfordianos alegan que la publicación de “nuevas” o “corregidas” obras de Shakespeare terminaron en 1604, y que la dedicación de sonetos de Shakespeare implican que el autor había fallecido antes de su publicación en 1609. Los oxfordianos creen que la razón de que muchas “obras tardías” muestran evidencia de revisión y colaboración es que fueron completadas por otros dramaturgos después de la muerte de Oxford.